# CineMec
CineMec was een bioscoopformule in Nederland.  Per 29 mei 2018 zijn alle CineMec-bioscopen (in Ede, Nijmegen en Utrecht) verdergegaan onder de naam Pathé.

## Geschiedenis

### CineMec Ede
In november 1996 opperde Gerben Kuipers het plan om een nieuwe bioscoop te openen in Ede. Het idee was om een 'Infotainment Centre' te bouwen waar met de nieuwste technieken twee dingen konden gebeuren; het verstrekken van informatie en het aanbieden van vermaak. In december 1999 opende de eerste CineMec bioscoop aan de A12 in Ede. De formule bleek succesvol. Nog geen jaar later in oktober 2000 ontving de vestiging de 100.000ste bezoeker. Het centrum breidde uit van vier naar uiteindelijk negen zalen.

Pathé Nijmegen, voorheen CineMec Nijmegen

### Overname door Pathé
CineMec werd in 2015 onderdeel van Pathé Nederland. In hetzelfde jaar opende zij nog twee nieuwe mega-bioscopen onder de naam CineMec, in Nijmegen/Lent en in Utrecht. Pathé maakt uiteindelijk in mei 2018 officieel een einde aan het merk CineMec door de naam Pathé te gaan gebruiken voor alle bioscopen.